# Patrik Olsson
Patrik Olsson (født 5. juni 1978) er en svensk tidligere håndboldspiller som spillede for Team Tvis Holstebro i Håndboldligaen fra 2008 til 2010. Han kom fra klubben Kolding IF, det var på samme tid som Joacim Ernstsson.
Han er notet for fem a-landskampe for det svenske landshold.